# Liste des distinctions de David Guetta
 (mars 2013).
Si vous disposez d'ouvrages ou d'articles de référence ou si vous connaissez des sites web de qualité traitant du thème abordé ici, merci de compléter l'article en donnant les références utiles à sa vérifiabilité et en les liant à la section « Notes et références ».
Voici la liste des récompenses et nominations de David Guetta.

## American Music Awards
| Année | Travail nommé | Catégorie                                        | Résultat   |
| ----- | ------------- | ------------------------------------------------ | ---------- |
| 2012  | David Guetta  | Meilleur artiste - Musique de danse électronique | Lauréat    |
| 2015  | David Guetta  | Meilleur artiste - Musique de danse électronique | Nomination |
| 2021  | David Guetta  | Meilleur artiste - Musique de danse électronique | Nomination |

## FG Awards
| Année | Travail nommé | Catégorie       | Résultat |
| ----- | ------------- | --------------- | -------- |
| 2007  | Love Is Gone  | Meilleur single | Lauréat  |
| 2010  | David Guetta  | Meilleur DJ     | Lauréat  |

## Fun Radio DJ Awards
| Année | Travail nommé                  | Catégorie                       | Résultat   |
| ----- | ------------------------------ | ------------------------------- | ---------- |
| 2014  | David Guetta                   | Meilleur DJ européen            | Lauréat    |
| 2015  | David Guetta                   | Meilleur DJ Français            | Lauréat    |
| 2015  | Listen                         | Meilleur Album Dance            | Lauréat    |
| 2016  | David Guetta                   | Prix spécial DJ le plus diffusé | Lauréat    |
| 2016  | David Guetta                   | Meilleur DJ Français            | Nomination |
| 2017  | David Guetta                   | Meilleur DJ Français            | Lauréat    |
| 2018  | Like I Do (with Martin Garrix) | Meilleur Single Dance           | Lauréat    |
| 2018  | David Guetta                   | Meilleur DJ Français            | Nomination |

## Grammy Awards
| Année | Travail nommé        | Catégorie                                   | Résultat   |
| ----- | -------------------- | ------------------------------------------- | ---------- |
| 2010  | When Love Takes Over | Meilleur remix enregistrement non classique | Lauréat    |
| 2010  | When Love Takes Over | Meilleur enregistrement dance               | Nomination |
| 2011  | Revolver             | Meilleur remix enregistrement non classique | Lauréat    |
| 2012  | Sunshine             | Meilleur enregistrement dance               | Nomination |
| 2012  | Nothing but the Beat | Meilleur enregistrement dance               | Nomination |
| 2022  | Hero                 | Meilleur enregistrement dance               | Nomination |
| 2023  | I'm Good (Blue)      | Meilleur enregistrement dance               | Nomination |

## MTV Europe Music Awards
| Année | Travail nommé                              | Catégorie                                | Résultat   |
| ----- | ------------------------------------------ | ---------------------------------------- | ---------- |
| 2002  | David Guetta                               | Meilleur Artiste Français                | Nomination |
| 2008  | David Guetta                               | Meilleur Artiste Français                | Nomination |
| 2009  | David Guetta                               | Meilleur Artiste Français                | Nomination |
| 2009  | When Love Takes Over (feat. Kelly Rowland) | Meilleure chanson                        | Nomination |
| 2010  | David Guetta                               | Meilleur Artiste Français                | Nomination |
| 2011  | David Guetta                               | Meilleur Artiste Français                | Nomination |
| 2011  | David Guetta                               | Meilleur Artiste Masculin                | Nomination |
| 2012  | David Guetta                               | Meilleur chanteur électronique           | Lauréat    |
| 2014  | David Guetta                               | Meilleur chanteur électronique           | Nomination |
| 2015  | David Guetta                               | Meilleur chanteur électronique           | Nomination |
| 2015  | Hey Mama (feat. Nicki Minaj)               | Meilleure collaboration                  | Nomination |
| 2016  | David Guetta                               | Meilleur chanteur électronique           | Nomination |
| 2017  | David Guetta                               | Meilleur chanteur électronique           | Lauréat    |
| 2018  | David Guetta                               | Meilleur chanteur électronique           | Nomination |
| 2018  | David Guetta                               | Meilleure performance mondiale sur scène | Nomination |
| 2021  | David Guetta                               | Meilleur chanteur électronique           | Lauréat    |

## MTV Video Music Awards
| Année | Travail nommé | Catégorie                              | Résultat   |
| ----- | ------------- | -------------------------------------- | ---------- |
| 2010  | Sexy Chick    | Meilleure vidéo dance                  | Nomination |
| 2012  | Turn Me On    | Meilleur effets visuels dans une vidéo | Nomination |

## MuchMusic Video Awards
| Année | Travail nommé | Catégorie                       | Résultat   |
| ----- | ------------- | ------------------------------- | ---------- |
| 2010  | Turn Me On    | Vidéo internationale de l'année | Nomination |

## NRJ Music Awards
| Année | Travail nommé                                                  | Catégorie                                     | Résultat   |
| ----- | -------------------------------------------------------------- | --------------------------------------------- | ---------- |
| 2003  | Love Don't Let Me Go                                           | Chanson internationale de l'année             | Nomination |
| 2007  | David Guetta                                                   | DJ de l'année                                 | Nomination |
| 2008  | David Guetta                                                   | Artiste masculin francophone de l’année       | Nomination |
| 2008  | Pop Life                                                       | Album français de l'année                     | Nomination |
| 2009  | David Guetta                                                   | Artiste masculin francophone de l’année       | Nomination |
| 2010  | David Guetta                                                   | Artiste masculin francophone de l’année       | Nomination |
| 2010  | When Love Takes Over (feat. Kelly Rowland)                     | Chanson internationale de l'année             | Nomination |
| 2010  | One Love                                                       | Album international de l’année                | Lauréat    |
| 2011  | David Guetta                                                   | Artiste masculin francophone de l’année       | Nomination |
| 2011  | David Guetta                                                   | Award d'honneur                               | Lauréat    |
| 2011  | Club Can't Handle Me (feat. Flo Rida)                          | Hit de l'année                                | Lauréat    |
| 2012  | David Guetta feat. Usher                                       | Groupe/duo/troupe international(e) de l'année | Nomination |
| 2012  | David Guetta                                                   | Artiste masculin francophone de l’année       | Nomination |
| 2013  | David Guetta                                                   | Artiste masculin francophone de l’année       | Nomination |
| 2014  | David Guetta                                                   | Artiste masculin francophone de l’année       | Nomination |
| 2015  | Hey Mama (feat. Afrojack, Nicki Minaj et Bebe Rexha)           | Clip de l'année                               | Nomination |
| 2015  | David Guetta                                                   | DJ de l'année                                 | Lauréat    |
| 2016  | David Guetta                                                   | DJ de l'année                                 | Lauréat    |
| 2016  | This One's for You (feat. Zara Larsson)                        | Chanson internationale de l'année             | Nomination |
| 2017  | David Guetta                                                   | DJ de l'année                                 | Nomination |
| 2018  | David Guetta                                                   | DJ de l'année                                 | Nomination |
| 2018  | David Guetta et Sia                                            | Groupe/duo/troupe international(e) de l'année | Nomination |
| 2019  | David Guetta                                                   | DJ de l'année                                 | Nomination |
| 2020  | David Guetta                                                   | DJ de l'année                                 | Nomination |
| 2020  | David Guetta & Sia pour Let's Love                             | Collaboration internationale de l'année       | Nomination |
| 2021  | David Guetta                                                   | DJ de l'année                                 | Nomination |
| 2022  | David Guetta                                                   | DJ de l'année                                 | Lauréat    |
| 2023  | David Guetta                                                   | Artiste masculin francophone de l’année       | Nomination |
| 2023  | David Guetta                                                   | DJ de l'année                                 | Lauréat    |
| 2023  | David Guetta feat. Anne-Marie & Coi Leray pour Baby Don't Hurt | Reprise / adaptation                          | Nomination |
| 2024  | David Guetta                                                   | Artiste masculin francophone de l’année       | Nomination |
| 2024  | David Guetta & OneRepublic pour I Don't Wanna Wait             | Collaboration internationale de l'année       | Nomination |
| 2024  | David Guetta                                                   | DJ de l'année                                 | Lauréat    |

## NRJ DJ Awards
| Année | Travail nommé | Catégorie                  | Résultat |
| ----- | ------------- | -------------------------- | -------- |
| 2012  | David Guetta  | Meilleur DJ français       | Lauréat  |
| 2012  | David Guetta  | Meilleure performance live | Lauréat  |

## Victoires de la musique
| Année | Travail nommé           | Catégorie                                           | Résultat   |
| ----- | ----------------------- | --------------------------------------------------- | ---------- |
| 2003  | Just a little more love | Album de musiques électroniques/Techno/Dance        | Nomination |
| 2005  | Guetta Blaster          | Album de musiques électroniques, groove, dance      | Nomination |
| 2006  | F*** Me I'm Famous      | L'album de musiques électroniques/groove/dance      | Nomination |
| 2008  | David Guetta            | Artiste de musiques électroniques ou dance          | Nomination |
| 2010  | One Love                | L’enregistrement de musiques électroniques ou dance | Nomination |
| 2012  | Nothing but the Beat    | L'album de musiques électroniques                   | Nomination |

## World Music Awards
| Année | Travail nommé                              | Catégorie                 | Résultat   |
| ----- | ------------------------------------------ | ------------------------- | ---------- |
| 2007  | David Guetta                               | Meilleur DJ               | Lauréat    |
| 2010  | David Guetta                               | Meilleur Producteur       | Lauréat    |
| 2010  | David Guetta                               | Meilleur DJ               | Nomination |
| 2010  | David Guetta                               | Meilleur Artiste Français | Lauréat    |
| 2010  | Sexy Chick (feat. Akon)                    | Meilleur Single           | Nomination |
| 2010  | When Love Takes Over (feat. Kelly Rowland) | Meilleur Single           | Nomination |